# Bilbil brązowy
Bilbil brązowy (Microtarsus eutilotus) − gatunek średniej wielkości ptaka z rodziny bilbili (Pycnonotidae), zamieszkujący Azję Południowo-Wschodnią. Jest bliski zagrożenia wyginięciem.
SystematykaPrzedstawiciel rodzaju Microtarsus, do niedawna umieszczany w rodzaju Pycnonotus; część systematyków wydziela go do monotypowego rodzaju Euptilotus. Nie wyróżnia się podgatunków.
WystępowanieWystępuje w Brunei, Indonezji (wyspy Sumatra, Borneo i Bangka), Malezji, Singapurze, południowej Mjanmie i południowej Tajlandii. Jego naturalnym środowiskiem występowania są subtropikalne i tropikalne wilgotne lasy nizin. Na Borneo najwyżej stwierdzony na 1300 m n.p.m.
MorfologiaDługość 20–22 cm; masa ciała 30–43 g. Obie płcie są do siebie podobne.
StatusMiędzynarodowa Unia Ochrony Przyrody (IUCN) od 2000 roku uznaje bilbila brązowego za gatunek bliski zagrożenia (NT – near threatened); wcześniej, od 1988 roku miał on status gatunku najmniejszej troski (LC – least concern). Liczebność populacji nie została oszacowana; ptak opisywany jest jako rzadki, ale lokalnie dość pospolity. Trend liczebności populacji uznaje się za spadkowy. Główne zagrożenie dla gatunku to kurczenie się terenów siedliskowych spowodowane działalnością człowieka, a zwłaszcza wylesianiem.